# Paleogén
Paleogén je geologická perioda patřící do éry kenozoika, spolu s mladším neogénem tvoří neformální časovou jednotku terciér. Spodní hranice se klade k 66 milionům let před dneškem, kdy byla definována na bázi hraničních jílů u El Kef v Tunisku, svrchní hranice pak k 23,03 mil. let definována severně od Janova v Itálii.
 Název byl zaveden roku 1865 M. Hörnesem, který do něho zahrnul již dříve definované epochy: oligocén (1854, Ernst Beyrich) a eocén (1832, Charles Lyell). Později k němu byl přiřazen paleocén (1874, Wilhelm Philipp Schimper). Počátek paleogénu je determinován důsledky dopadu asteroidu v oblasti dnešního Mexického zálivu, který způsobil katastrofální vymírání na konci druhohor. V průběhu následujícího paleogénu dochází k zotavení ekosystémů, kdy ekologické niky po zmizelých organismech nahrazují nové druhy. Nápadný je zejména rozvoj savců a ptáků.

## Bližší dělení
Většina chronostratigrafických jednotek (stupňů) byla definována v severozápadní Evropě (Anglie, Pařížská pánev, Belgie, Francie, severní Německo či Dánsko). Samostatné členění je používáno v oblasti Nového Zélandu, Austrálie či severní Ameriky. Spodní hranice je v udávána v milionech let.
| Epocha   | stupeň  | sp. hranice |
| -------- | ------- | ----------- |
| oligocén | chatt   | 27,8        |
| oligocén | rupel   | 33,9        |
| eocén    | priabon | 37,7        |
| eocén    | barton  | 41,2        |
| eocén    | lutet   | 47,8        |
| eocén    | ypres   | 56,0        |
| paleocén | thanet  | 59,2        |
| paleocén | seland  | 61,6        |
| paleocén | dan     | 66,0        |

## Geografie a klima
Přes celý paleogén pokračuje alpinské vrásnění započaté již v druhohorách. V souvislosti s ním dochází k postupnému uzavírání oceánu Tethys rozprostírajícího se mezi Evropou, Asií a Afrikou. V prostoru dnešní střední Evropy a středomoří existovala složitá krajina z mnoha ostrovů a mělkých i hlubokých moří. V eocénu, před asi 50 miliony lety, se Indie těsně přibližuje k Asii a z doby před 45 miliony let již známe doklady o průniku asijských živočišných druhů na tento doposud ostrovní subkontinent. Pro pohyb kontinentů je nadále rozhodující činnost středooceánských hřbetů, kde vzniká nová oceánská kůra, zejména jde o středoatlantický hřbet protínající v severojižním směru celý Atlantský oceán. Vznik nové oceánské kůry v této zóně od sebe odtlačuje v druhohorách spojené kontinenty Evropu, Afriku a obě Ameriky, a tím se Atlantský oceán rozšiřuje. Právě v paleogénu došlo k otevření průlivu mezi Atlantikem a arktickými vodami na severu s dalekosáhlými důsledky na celosvětové klima.

Asie je po celý paleogén spojena se Severní Amerikou pevninou v oblasti dnešního Beringova moře pevninou nazývanou Beringie, Evropa je až do
oligocénu oddělena od Asie severojižním Turgajským mořem probíhajícím podél Uralu.
Na jižní polokouli jsou na počátku paleogénu ještě spojeny kontinenty Austrálie, Antarktida a Jižní Amerika. K oddělení Jižní Ameriky a Austrálie došlo v průběhu eocénu. Osamostatnění Antarktidy v oblasti jižního pólu uvolnilo cestu cirkumpolárním mořským proudům, které obíhají kolem Antarktidy ve směru zemských rovnoběžek, čímž byl tento kontinent klimaticky izolován od zbytku světa a začal postupně zamrzat.
Po odeznění následků dopadu asteroidu na rozhraní křída/paleogén pokračuje celosvětově teplé a vlhké klima a nadále se otepluje, což vyvrcholilo jako tzv. Paleocenní–eocenní teplotní maximum. V této době i v polárních oblastech rostly lesy sezónně opadavých stromů, které ale opadávaly ne kvůli nedostatku tepla, ale kvůli nedostatku světla v zimě.
Od svrchního eocénu začalo postupné ochlazování a vysušování, na přelomu eocénu a oligocénu pak nastal razantní propad teplot a od této doby známe příznaky počátku zalednění Antarktidy.

## Život v paleogénu

### Flóra
Vymírání na konci křídy před 66 miliony let výrazně pozměnilo skladbu mnoha rostlinných společenstev. Příznivé klima (vlhké, teplé) umožnilo rozvoj krytosemenných rostlin, které již zcela dominují nad nahosemennými rostlinami. Z krytosemenných jsou zastoupeny jednoděložné rostliny (palmy) i dvouděložné (fíkusy, magnolie, vrby, duby, javory, břízy, topoly). Z jehličnanů jsou důležité sekvoje (hlavní zdroj hnědého uhlí), tisovce, jedle, cedry, cypřiše. Smůla z borovic je nacházena ve formě jantaru v celém Pobaltí s nálezy uzavřených rostlin a hmyzu.
Z mořských zástupců je stratigraficky důležitý nanoplankton (kokolity), jehož celosvětové rozšíření umožňuje korelaci jednotlivých vrstev paleogénu.
Teprve v tomto období se objevují první velcí savčí megaherbivoři (obří býložravé druhy s tělesnou hmotností přesahující zhruba 1000 kilogramů). Nejspíš i díky této absenci se mohly výrazně rozšířit palmovité dřeviny (čeleď Arecaceae).

### Fauna
Mezi jednobuněčnými vynikají dírkovci, jejichž až 10 cm schránky jsou horninotvorným materiálem (vápence). Velké foraminifery mělkovodních facií (numuliti) vymírají ve středním oligocénu. Dalšími důležitými zástupci fauny jsou ježovky (Conochypeus, Schizester), krabi, skořepatci, raci, hmyz (díky kvetoucím rostlinám), ocasatí obojživelníci (mloci), žáby. Méně významní jsou koráli (soliterní) či brachiopodi. Hojné jsou nálezy žraločích zubů, mezi nálezy kostnatých ryb jsou zastoupeny všechny známé recentní druhy (sleďovité, tresky, makrely). Rozvíjí se ptáci, kteří nemají ve vzduchu přirozené nepřátele, vyskytují se i nelétavé formy (Diatryma, Gastornis). 
Volný prostor po vymření velkých plazů rychle obsazují zejména savci. Zpočátku byli pouze malými tvory o hmotnosti do 1 kg, již za několik stovek tisíciletí po katastrofě na konci křídy však začali dorůstat výraznějších rozměrů (např. rod Ectoconus po 700 000 letech již 50 kg). Až o několik milionů let později se objevují relativně velcí savci o hmotnosti v řádu stovek kilogramů, což je způsobeno absencí velkých dinosaurů (v jejich přítomnosti se savci nemohli do podobných rozměrů vyvíjet).
Během paleogénu se objevuje asi 400 druhů savců. Jedná se o hmyzožravce (včetně předchůdců primátů), ježkovité, netopýry, hlodavce (poletuchy), zajícovité. Kopytníky zastupuje vymřelý rod Condylarthra (dnes příbuzný rod hrabáč z jižní Afriky).
 Lichokopytníci (Perissodactyla) jsou zastoupeni třemi skupinami:
- tapíři (vývoj od eocénu)
- nosorožci (největší tehdejší savec Baluchitherium s výškou až 5 m a délkou lebky přes 130 cm)[13]
- koňovití – vymřelá skupina Ancylopoda (místo kopyt měli drápy) a brontotéria (s výškou do 3 m), prapředek koňovitých (Hyracotherium) měl velikost psa a byl býložravý, z Evropy je známa vymřelá větev Palaeotherium, ze severní Ameriky vymřelé druhy Brontotheria, Chalicotheria a pralesní rody (Anchitherium), předci dnešních koní
Nejstarší známí sudokopytníci byli nalezeni v eocénu severní Ameriky, mezi jejich zástupce patří
- prasata (Anthracotheria)
- velbloudovití (Tylopoda)
- chobotnatci (Proboscidea), z eocénu Egypta je to vymřelý rod Moeritherium (neměl vyvinutý chobot), dále mastodonti s již vyvinutým chobotem, praví chobotnatci (Trilophodon) se vyvíjejí na přelomu oligocénu a miocénu
- ochechule (eocén Egypta, Itálie)
- damani (pliocén v Evropě)
Paleocén je ve znamení nástupu řádu Hyaenodonta (masožravé druhy) s rody Oxyaena (sp. eocén) a Hyaenodon.
- Pravé šelmy vznikly ze skupiny Proteutheria a Miacoidea (stromovitá zvířata). V oligocénu se objevují medvědovití, v eocénu psovité i kočkovité šelmy, známy jsou i nálezy ploutvonožců.[14]
- Ve středním eocénu Pákistánu byli nalezeni nejstarší známí kytovci.
- Ke konci paleogénu jsou již rozlišeny dvě skupiny primátů. Poloopice, velmi blízké hmyzožravcům, nejspíše stromovitá zvířata (lemurovití, nártounovití). Zatímco v severní Americe se jednalo o slepou větev, nártouni z Evropy postupně přecházeli do Afriky, kde došlo k jejich dalšímu rozvoji. Z nártounů se postupně vyvinuly pravé opice (Simii), stromovití všežravci s lysým obličejem, na prstech s nehty a prostornou mozkovnou, svědčící o velkém mozku.

## Paleogén Českého masívu

### Podkrušnohorské pánve
Do dnešní doby se zachovaly tři dílčí pánve z dřívější mělkovodní kontinentální pánve, která se začínala vytvářet koncem paleogénu. Nejstarší usazeniny, zvětraliny v depresích reliéfu, patří eocénu.
- chebská pánev
  - starosedelské souvrství – křemence, pestrobarevné jíly
  - spodní jílovito-písčité souvrství – sedimentovalo po hiátu, tvořeno jezerními, říčními jíly, štěrky, písky, zastoupeny jsou vulkanity (čediče, čedičové tufy) a "spodní" sloj uhlí
- sokolovská pánev
  - starosedelské s. (do 40 m) – silicifikované říční písky, štěrky
  - sloj Josef – maximální mocnost 20 m,
  - vulkanogenní souvrství – maximální mocnost 350 m, písky, jíly, uhelné jíly, uhelná sloj (do 20 m), tufy, tufové aglomeráty, vulkanity 1. neovulkanické fáze, místy tzv. "rudé horizonty" – zvětralinové kůry na nezaplavených částech pánve
- severočeská pánev
  - starosedelské (bazální) s. – do 100 m mocnosti, písky až křemence
  - střezovské souvrství (vulkanodetritické s.) (do 150 m) – neovulkanity 1. fáze, pyroklastika, redoponovaný vulkanický materiál, diatomity (Kučlín, Bechlejovice), vápence (Valeč), uhlí (Vernéřovice)

### Jihočeské pánve
Sedimentace v říčním a jezerním prostředí, chybí produkty vulkanismu, dochází k občasným ingresím moře z alpské předhlubně od jihovýchodu, dnes dvě dílčí pánve – českobudějovická pánev a třeboňská pánev
- lipnické souvrství – do 30 m, pouze v třeboňské pánvi, říční sedimenty – štěrkopísky, slepence, pískovce až křemence, jíly
- spodní část zlivského souvrství – do 15 m, jezerní jíly, říční písky, štěrky

### Autochtonnípaleogén
Zastižen pouze ve vrtech v nesvačilském příkopu a vranovickém příkopu, mocnost až 1200 metrů, bazální štěrky, písky, jíly, jílovce s bohatou mikrofaunou, stáří výplně je eocén až eger (svrchní oligocén).